# Кем Берч
Кем Зејвијер Берч (енгл. Khem Xavier Birch; Монтреал, 28. септембар 1992) канадски је кошаркаш. Игра на позицији центра, а тренутно наступа за Фенербахче.

## Биографија
Берч је колеџ каријеру провео на два универзитета — Питсбург (2011/12) и Невада (2012/14). Након што није изабран на НБА драфту 2014, своју прву сениорску сезону је одиграо у Су Фолс скајфорсима из НБА развојне лиге. Захваљујући добрим партијама уврштен је у најбољи тим новајлија и најбољи одбрамбени тим, а учествовао је и на ол-стар утакмици НБДЛ лиге. Прво европско искуство је имао у сезони 2015/16, када је наступао за екипу Ушак Спортифа. Са њима је просечно бележио 10,5 поена и 9,1 скокова по мечу, чиме је заслужио позив на ол-стар утакмицу Првенства Турске. У сезони 2016/17. играо је за Олимпијакос. У јулу 2017. потписао је за Орландо меџик.

## Успеси

### Клупски
- Фенербахче:
  - Евролига (1): 2024/25.
  - Куп Турске (1): 2025.

### Појединачни
- Идеални тим новајлија НБА развојне лиге (1): 2014/15.
- Идеални одбрамбени тим НБА развојне лиге (1): 2014/15.